# Ruta Estatal de Nevada 795
La Ruta Estatal de Nevada 795, y abreviada SR 795 (en inglés: Nevada State Route 795) es una carretera estatal estadounidense ubicada en el estado de Nevada. La carretera inicia en el Oeste desde la US 95     en Winnemucca hacia el Este en la SR 289     en Winnemucca. La carretera tiene una longitud de 2 km (1.245 mi).

## Mantenimiento
Al igual que las autopistas interestatales, y las rutas federales y el resto de carreteras estatales, la Ruta Estatal de Nevada 795 es administrada y mantenida por el Departamento de Transporte de Nevada por sus siglas en inglés Nevada DOT.